# جک دلال
جک دلال، (به انگلیسی: Jack Dellal) متولد ۱۳۰۲ در منچستر، میلیاردر بریتانیایی عراقی تبار یهودی است. جک دلال، مالک سینماهای زنجیره‌ای اودئون در بریتانیا می‌باشد. وی همچنین سرمایه‌گذاری‌های کلانی در اسرائیل انجام داده است. وی در سال ۲۰۱۲ فوت کرد.